# 岩谷一弘
岩谷 一弘（いわや かずひろ、1966年（昭和41年）2月22日  - ）は、日本の政治家。埼玉県春日部市長（第5代）。元春日部市議会議員（4期）。選挙活動の際は「いわや一弘」の表記で活動している。

## 来歴
埼玉県春日部市生まれ。春日部市立粕壁小学校、春日部市立春日部中学校、早稲田実業学校、早稲田大学教育学部社会科卒業。1989年4月、ホテルニューオータニに入社。1992年2月、株式会社甲子に入社。
2006年4月、春日部市議会議員選挙に出馬し、初当選した。以後、通算4期務める。2008年から9年間、埼玉県内の若手市町村議会議員で結成された埼玉青志会の初代会長を務める。
2017年、春日部市議会議員を辞職し、10月22日投開票の春日部市長選挙に出馬。投開票の結果、4期目を目指す現職の石川良三が48,453票、岩谷は48,445票を獲得し、石川がわずか8票差で岩谷を下して当選した。この投開票結果に対し、岩谷を支援した有権者らが異議を申し立て、選挙管理委員会による全ての投票用紙の再点検が行われた結果、得票差は5票差に縮まったものの、当落は覆らず、申し立ては却下された。2018年、春日部市議選に出馬し、得票数トップで通算4期目の当選を果たした。市議当選後、埼玉県選挙管理委員会を相手取り、石川市長の当選無効を求める訴訟を東京高等裁判所に起こした。
2021年7月15日、市議を辞職し、同年10月の春日部市長選に再び出馬する意向を表明。春日部市長選には現職の石川良三（自由民主党・公明党推薦）、岩谷のほか、計4人が出馬。選挙戦で岩谷は、石川市政の硬直化やスピード感を批判し、岩谷が石川ら3人を破り当選した。

## 人物
- 家族は妻[3]。
- 尊敬する人物は上杉鷹山、土屋義彦（元埼玉県知事・参議院議長）[3]。
- 趣味はスポーツ観戦、映画鑑賞、カラオケ、ソフトボール、ご朱印集め、俳句[3]。